# Parque nacional del Pico Basilé
El Parque nacional del Pico Basilé es un espacio protegido con el estatus de parque nacional en la isla de Bioko en la parte norte del país africano de Guinea Ecuatorial, cerca al Golfo de Guinea, en el Océano Atlántico. Destaca por su diversidad de paisajes y vegetación y especialmente por su población de primates, que se ven amenazados por la caza ilegal. A pesar de que en 2007 el gobierno de ese país prohibió la cacería de diversas especies, organismos internacionales han mostrado preocupación por el incumplimiento del decreto.
El parque recibe su nombre por el pico Basilé, el más alto de Guinea Ecuatorial, con 3011 m (9878 pies). Administrativamente se encuentra incluido dentro de la jurisdicción de la provincia ecuatoguineana de Bioko Norte.
Toda la zona presenta un clima de tipo ecuatorial con un régimen térmico de gran regularidad. Los datos para Malabo indican una temperatura media anual de 25 °C, con una media de 26,2 °C para el mes más cálido y de 23 °C para el más fresco. Las variaciones en altitud dan lugar a un marcado gradiente térmico que va desde los valores citados en las cotas más bajas hasta temperaturas bajo cero durante la noche en las praderas de la cumbre del Pico Basilé. 